# 宗谷真爾
宗谷 真爾（そうや しんじ、1925年12月25日 - 1991年4月22日）は、日本の小説家、医師。
千葉県野田市生まれ。本名・真（しん）。慶應義塾大学医学部卒業。学生時代から『文芸首都』同人となり小説を書く。のち第三次『批評』に参加し、1963年「鼠浄土」で中央公論新人賞、「なっこぶし」で農民文学賞 を受賞し、郷里で小児科医として開業しながら作家活動をおこなう。リアリズムの系列と幻想文学の系列とがあり、関心はアンコール・ワットおよびアジアの多神教、浮世絵、民俗学など多方面にわたった。

## 著書
- 動悸と人形 第二書房 1961
- なっこぶし 河出書房新社 1964／鼠浄土　中公文庫　1979
- 生命存在と文学 現代思潮社 1964
- 風媒花 ある少女の性遍歴 真珠社 1967
- 蟻の塔 野田書房 1969
- アンコール文明論 エロスと蛇神　紀伊国屋新書 1969
  - アンコール史跡考　エロスと蛇神　中公文庫　1980
- 風のなかへ  野田書房 1970 (野田豆本)
- 陰陽師 真珠社 1970
- 影の神 世界書院 1971
- どくとるソーヤの冒険 ヨーロッパの文明と女たち 番町書房　1972
- エロスと涅槃 冬樹社 1973
- 照範上人と団十郎 崙書房 1974
- 影の美学 新潮社 1975
- ミュトス・エロチカ 詩文 野田書房 1976
- 蛇神の塔 人柱伝説　野田書房 (野田豆本) 1978.5
- 王朝妖狐譚  中央公論社 1978.6／中公文庫　1981.4
- 虐殺された神 秘譚島原の乱 中央公論社　1981.9
- わがイマージュ狂詩曲　(日本きゃらばん文庫)大和美術印刷出版部　1981.9
- 小説山椒太夫考　野田書房 1982.1
- 炎と虹の風景 女優川上貞奴物語　崙書房 1982.8
- 竜宮譚 稗史泥祭縁起 野田書房 1984.3
- 写楽絵考　日本文化叢書2．大和書房 1985.9
- 臍譚　未来書房　1986
- メメッチャブロの足あと　野田書房 1986.4
- インド・東南アジア紀行 エロスの神々を訪ねて　中央公論社 1986.9／中公文庫　1991
- 風と影のエロス　どくとる風来也ファンタジア 大和書房 1987.3
- 宗谷真爾集　あさひふれんど千葉(房総文芸選集) 1991.1